# Elisabeth Isaksson
Elisabeth Isaksson est une glaciologue et géologue suédoise ayant étudié l'histoire du climat polaire en s'appuyant sur des carottes de glace.  Elle a également étudié la pollution de la neige et de la glace sur l'île norvégienne de Svalbard et a participé à des projets européens primés sur le changement climatique en Antarctique,.

## Éducation
Isaksson a obtenu son diplôme en géoscience à l’université d'Umeå en 1986.  Elle a ensuite obtenu un Licenciate of Science Fi.Lic. de l'université de Stockholm et un Master of Science à l'université du Maine en 1991.  Avec une thèse sur Les enregistrements climatiques de noyaux peu profonds, Dronning Maud Land, Antarctique, elle a obtenu un doctorat de l'université de Stockholm en 1994. 

## Carrière
Isaksson a été assistante de recherche sur des projets antarctiques à l'université de Stockholm (1988-1995) avant de devenir glaciologue à l'Institut polaire norvégien (Norsk Polarinstitutt) en février 1995, poste qu'elle occupe aujourd'hui à la tête du département de géologie et géophysique,.  Depuis 2001, elle a travaillé sur les archives de carottes de glace de Lomonsovfonna à Svalbard, contribuant à de nombreux articles sur le changement climatique au cours des 800 dernières années. 
Grâce aux changements d'attitude concernant la place des femmes dans ce domaine depuis les années 1990, Isaksson a pu travailler comme glaciologue depuis plus de 25 ans.  Pendant son doctorat sous la direction de Wibjörn Karlén, elle a entrepris des recherches sur la Kebnekaise, la plus haute montagne de Suède.  À l'Institut polaire norvégien, elle a contribué à la recherche sur les changements climatiques holocènes en Antarctique dus à la glace et aux noyaux de sédiments marins. Isaksson a aussi travaillé sur les retombées radioactives sur les territoires norvégiens et a effectué, en collaboration avec les États-Unis, des recherches sur la variabilité climatique à l'est de l'Antarctique.  Isaksson a été une participante clé du projet européen EPICA sur le climat en Antarctique, qui a reçu le prix Descartes en 2007. 

## Vie privée
En 1990, Isaksson a épousé le glaciologue américain Jack Kohler de Philadelphie, également employé par l'Institut polaire norvégien.  Ils ont deux enfants.  Leur maison est à Tromsø, dans l'extrême Nord de la Norvège.